# Manuel Murguía

Manuel Murguía (Froxel, 17 de maio de 1833 - Corunha, 2 de fevereiro de 1923) foi um historiador galego que impulsionou o Ressurgimento e criou a Real Academia Galega.

## Biografia
Manuel Murguia nasceu no lugar do Froxel, em San Tirso de Oseiro, filho de Dona Concepción Murguía Egaña e D. Juan Martínez de Castro, farmacêutico na Corunha, estabelecendo-se depois em Santiago de Compostela. Será neste lugar que o menino Manuel Murguia presenciará os acontecimentos de 23 de abril de 1846, que narrará mais tarde num artigo intitulado "La Voz de Galicia", de forma sentimental. 
Em 1845 começou a estudar filosofia, de que se formará como bacharel, e, ao mesmo tempo, estudará farmácia, que cursou por desejo do pai. Mas Murguia, mais interessado pela literatura e pela história, abandonará o curso para se dedicar exclusivamente ao seu trabalho de escritor e investigador. Nestes anos a vida cultural de Santiago gira em torno do "Liceu da Juventude", onde viviam estudantes e intelectuais como Pondal, Aurelio Aguirre e Rosalia. 
Em 1854 Murguia publicou o seu primeiro texto em galego, no álbum de Elena Avendaño com seguidilhas intituladas "Nena das Soidades". Murguia também colaborava em jornais e revistas da época como La Iberia e Las Novedades, - o que lhe permitiu publicar folhetins com obras como "Desde el Cielo", "Mientras Duerme", "Mi madre Antonia", "El Ángel de la Muerte" e "Los Lirios Blancos", que o fazem aparecer como uma das promessas literárias do momento. 
Murguía manteve contactos, em Madrid, com escritores como os irmãos Valeriano e Gustavo Adolfo Bécquer, bem como com Rosalía de Castro; a relação entre ambos levará mesmo ao noivado, e a 10 de outubro de 1858 casam na igreja madrilenha de São Idefonso. Murguía foi um apoio intelectual e social para Rosalía desde o início, e animou-a na sua carreira literária e na publicação de obras como Cantares Galegos, considerada o início do Renascimento literário galego. 
Murguía abandonou o seu trabalho de criação literária, no qual teve êxito, para se dedicar por completo à investigação histórica e à sua divulgação, o que o levou a difundir o ideário político decorrente das suas investigações, começando assim o Rexurdimento. 

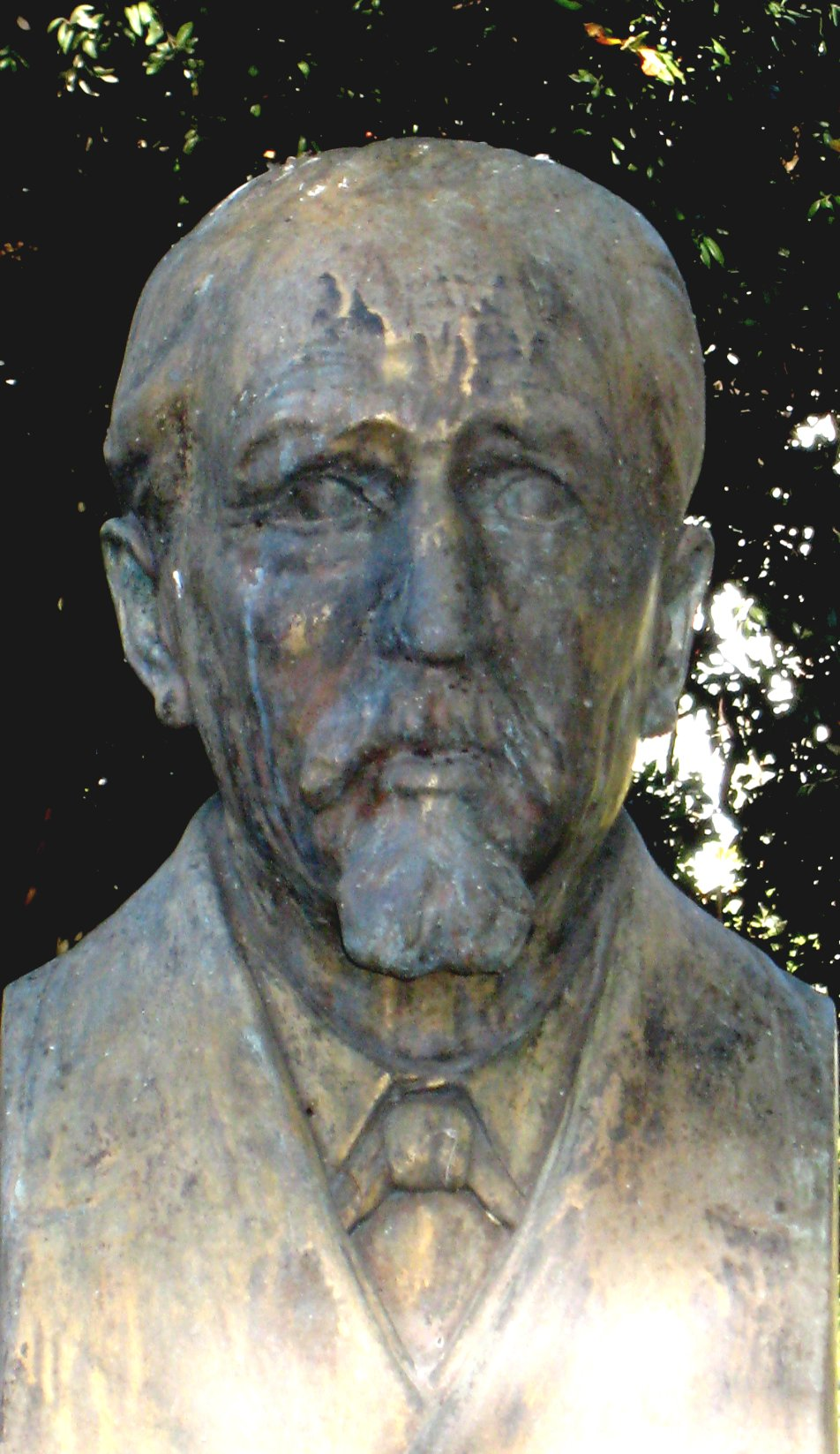
Busto de Murguía na Corunha.

Motivado pelo nascimento da sua primeira filha, publica La Primera Luz, um livro de leituras escolares estruturado em vinte temas de história e Geografia, que o Ministério de Fomento recomendou para o ensino na Galiza. Em 1862 Murguia termina o seu Dicionário de Escritores Galegos e em 1865 foi viver a Lugo, onde editou a História de Galiza. Em 1870 foi nomeado director do Arquivo Geral da Galiza e, mais tarde, em 1885, Cronista Geral do Reino. Em 1886 publica Los precursores, obra em que faz uma descrição de vários personagens da vida cultural galega. Em 1890, Murguía dirigiu em conjunto com Alfredo Brañas La Patria Galega, boletim precursor do que viria a ser, com o tempo, o pensamento regionalista galego. Neste mesmo ano Murguia publicou, durante uns Jogos Florais, um discurso muito aplaudido e que levou à sua nomeação como "Mestre en Gay Saber". Neste discurso fala do sentimento histórico e cultural diferenciador da Galiza. 
Com 72 anos, Murguía tem a ideia de criar uma Academia Galega da Língua, o que comunica a outros escritores que frequentavam uma livraria da Corunha conhecida pelo nome d´A Cova Céltica. Murguía insistiu também na criação de um dicionário da língua galega. Crê-se que a inexistência deste dicionário foi determinante para que a sua obra em galego fosse tão escassa. A 25 de agosto de 1906 aprovou-se a criação da Real Academia Galega. 
Manuel Murguía morreu a 2 de fevereiro de 1923, na sua casa da rua de Santo Agostinho da Corunha.

## Obra

### Livros
- La primera luz, Vigo, Juan Compañel, 1860.
- Diccionario de escritores galegos, Vigo, Juan Compañel, 1862.
- De las guerras de Galicia en el siglo XV y de su verdadero carácter, A Corunha, 1861.
- Historia de Galiza, T. I, Lugo, Soto Freire,1865, T. II, Lugo, Soto Freire, 1866, T. III, A Corunha, Libr. de A. Martínez Salazar, 1888, Tomo IV, A Corunha, Libr. de E. Carré Aldao, 1891, T.V, A Corunha, 1911.
- Memoria relativa al Archivo Regional de Galicia, A Corunha, 1871.
- Biografía del P. M. Fr. Benito Gerónimo Feijóo, Santiago, Est. Tip. de El Diario, 1876.
- El foro, Madrid, Libr. de Bailly Bailliere, 1882.
- El arte en Santiago durante el siglo XVIII y noticia de los artistas que florecieron en dicha ciudad y centuria, Madrid, Est. Tip. de Fernando Fé, 1884.
- Los Precursores, A Corunha, Latorre y Martínez Editores, Biblioteca Gallega, 1886.
- Galiza, Barcelona, Daniel Cortezo, 1888.
- O rexionalismo galego, La Habana, Imp. La Universal, 1889.
- En prosa (contém a novela El puñalito), A Corunha, 1895.
- Don Diego Gelmírez, A Corunha, Impr. Carré, 1898.
- Os trovadores galegos, A Corunha, Imp. de Ferrer, 1905.
- Apuntes históricos de la provincia de Pontevedra, folhetim de La Temporada, Mondariz, Imp. del Establecimiento, 1913.
- Politica y sociedad en Galiza, Madrid, Akal, Arealonga, 8, 1974, ed. de X. Alonso Montero

### Relatos
- Un can-can de Musard (conto), 1853.
- Un artista (conto), Madrid, 1853; com o título de Ignotus em Los Precursores (1886).
- Desde el cielo, (novela), Madrid, La Iberia, 1855; Vigo, Imp. de La Oliva, 1856; Madrid, Biblioteca de Escritores Gallegos, 1910.
- Luisa (conto), Madrid, 1855 e Coruña, 1862.
- La Virgen de la Servilleta, (novela), Madrid, 1855.
- El regalo de boda (novela), La Iberia, Madrid, 1855.
- Mi madre Antonia (novela), Vigo, La Oliva, 1856.
- Don Diego Gelmírez (novela) Madrid, La Oliva, 1856.
- El ángel de la muerte (novela), Madrid, La Crónica, 1857.
- La mujer de fuego (novela), Madrid, 1859.

### Poemas
- Nena d’as soledades (poema), La Oliva, 27-2-1856.
- Madrigal (poema), La Oliva, 8-3-1856.
- La flor y el aire (poema), La Oliva, 19-3-1856.
- A una paloma (poema), La Oliva, 3-5-1856.
- A las ruínas del Castillo de Altamira (poema), La Oliva, 31-5-1856.
- En un Álbum (poema), La Oliva, 31-5-1856.
- Al partir (poema), Galicia (A Coruña), 1862, pág. 39.
- Tres poemas na antoloxía El Álbum de la Caridad, Corunha, 1862. São os poemas Madrigal, Nena d’as soledades e Gloria.
- Sueños dorados (poema), em García Acuña (177) e antes no Álbum de El Miño.
- Ildara de Courel (poema), em García Acuña (177-178).
- Soneto de Pardo de Cela (poema), em García Acuña (179).
- Los versos fueron mi ilusión primera (poema de 1903), em Naya (1950: 104).
- Romance da flor da auga

### Artigos no boletim da Real Academia Galega
- Discurso del Sr. Académico Presidente D. Manuel Murguía, BRAG, 6-7, 1906, pp. 125-129.
- De los primeros documentos en gallego, BRAG, 9, 1907, pp. 193-196.
- Descripción de la ciudad de La Coruña en los primeros años del siglo XVII, BRAG, 10, 1907, pp. 219-221.
- La isla de Cortegada, BRAG, 14, 1907, pp. 30-35.
- Discurso-Contestación por el Sr. D. Manuel Murguía(a Parga Sanjurjo), BRAG, 16 e 17, 1907, pp. 96-110.
- En memoria del primer presidente de la Asociación Iniciadora y Protectora de la Real Academia Gallega, BRAG, 19, 1908, pp. 137-138.
- Aurelio Aguirre, BRAG, 20, 1908, pp. 144-146.
- ¿Cuándo se generalizó el cultivo del maíz en Galicia?, BRAG, 22, 1909, pp. 210-215.
- Sentencia dictada por Fernán Pérez/.../, BRAG, 30, 1909, pág. 134.
- D. José Ojea, BRAG, 31, 1909, pp. 166-167.
- De Folk-lore. Dama Gelda, BRAG, 38, 1910, pp. 37-40.
- D. José Villaamil y Castro, BRAG, 38, 1910, pp. 41-42.
- Mensaje de la Academia, BRAG, 41, 1910, pp. 118-121.
- D. Ramón Pérez Costales, BRAG, 43, 1911, pp. 170-172.
- Que se fuese..., BRAG, 45, 46, 47, 1911, pp. 209-212, 233-237 e 257-260.
- Necrología, BRAG, 48, 1911, pp. 301-303.
- Don Ramón Bernárdez, BRAG, 47, 1911, pp. 277-278.
- Cumple en estos momentos la Real Academia Gallega..., BRAG, 50, 1911, pp. 26-27.
- Hablando cierto día..., BRAG, 50, 1911, pp. 40-50.
- Discurso de D. Manuel Murguía (lido em 15-9-1911 no centenário de Pastor Díaz), BRAG, 51 e 52, 1911, pp. 99-103.
- D. Juan Fernández Latorre, BRAG, 59, 1912, pp. 262-263.
- Constituciones de la Cofradía de Santa Tecla de la villa de la Guardia, BRAG, 63, 64, 65, 1912, pp. 57-61, 89-94 e 113-119.
- El torques de Centroña, BRAG, 66, 1912, pp. 137-139.
- Un episcopologio compostelano del siglo XVI, BRAG, 68, 69 e 70, 1913, pp. 185-188, 209-212 e 237-241.
- Excmo Sr. D. Adriano Pérez Morillo, BRAG, 70, 1913, pp. 234-235.
- Prudencio Canitrot, BRAG, 70, 1913, pp. 235-236.
- Elogio de Curros Enríquez, BRAG, 71, 1913, pp. 263-265.
- El del Banquete, El de la velada (Discursos na Homenagem a Murguía no seu 80 aniversário), BRAG, 73, 1913, pp. 27-28 e pág. 29.
- Discurso de D. Manuel Murguia (lido na Corunha em 8 de abril de 1914 no 6º aniversário da morte de Curros), BRAG, 82, 1914, pp. 271-272.
- Victor Said Armesto, BRAG, 86, 1914, pp.17-19.
- De Folk-lore. O Canouro, BRAG, 86, 1914, pp.29-30.
- ¿Qué he de decir de ti en este momento? (Palabras no 7º aniversário da morte de Curros), BRAG, 92, 1915, pág. 184.
- Juan de Orleáns, BRAG, 96, 1915, pp. 281-282.
- De folk-lore. Nuestro folk-lore, BRAG, 99, 1915, pp. 65-67.
- Don José Salgado, BRAG, 108, 1915, pp. 294-295.
- Señoras e señores (Discurso pronunciado na Festa da poesia galega de Homenagem a Rosalía), BRAG, 110, 1916, pp. 29-30.
- Don José Cornide y sus versos en gallego, BRAG, 114 e 115, 1917, pp. 162-169 e 179-182.
- José Castro Chané, BRAG, 115, 1917, pág. 178 e in DURÁN (1998: 309-310).
- Don Eduardo Pondal, BRAG, 116, 1917, pp. 201-210.
- Manuel Núñez González, BRAG, 116, 1917, pág. 211.
- En este día, siempre de dolor (Palavras no 9º aniversário da morte de Curros), BRAG, 116, 1917, pág. 213.
- Sin duda, amigos míos, BRAG, 120, 1917, pp. 313-314.
- Don Eladio Oviedo y Arce, BRAG, 124, 1918, pp. 89-90.
- Aquí estamos de nuevo (Homenagem a Curros, Pondal e Chané), BRAG, 124, 1918, pp. 97-98.
- Don Ángel Barros Freire, BRAG, 128, 1919, pág. 204.
- Excmo Sr. D. Antolín López Peláez, BRAG, 129, 1919, pp. 233-234.
- Un episodio de nuestra Guerra de la Independencia, BRAG, 132, 1919, pp. 326-329.
- Fué una mañana primaveral, BRAG, 150, 1923, pág. 243.
- Eduardo Pondal e a súa obra, BRAG, 248, 1933, pp. 184-192.

### Ensaios
- ALONSO MONTERO, X. Politica y sociedad en Galicia, Madrid, Akal, Arealonga, 8, 1974.
- DURÁN, José Antonio, Prosas recuperadas. O periodismo de Manuel Murguia. Antología básica, 1853-1923, Madrid, Real Academia Galega, Fund. Caixa Galiza, 1998 (Contém 58 artigos de Murguía).
- RABUÑAL, Henrique, Manuel Murguia, 2ª ed., Santiago, Laiovento, 1999. Contém "Nena d’as soledades", "A Curros", "Discurso nos Jogos Florais de Tui" e "Eduardo Pondal e a sua obra".
- RISCO, Vicente, Manuel Murguía, Vigo, Galaxia, 1976. Contém o Discurso nos jogos Florais de Tui, "Eduardo Pondal e a sua obra", "A Curros", "Nena d’as soledades", passagens de Los precursores ("Galiza" e "Rosalia"), "Discurso del Presidente" (na inauguração da Academia), "Orígenes y desarrollo del regionalismo en Galicia", "El regionalismo galego" e "A Don Juan Valera".